# Alfred E. Driscoll
Alfred Eastlack Driscoll (* 25. Oktober 1902 in Pittsburgh, Pennsylvania; † 9. März 1975) war ein US-amerikanischer Politiker und von 1947 bis 1954 Gouverneur des Bundesstaates New Jersey.

## Frühe Jahre und politischer Aufstieg
Nach der Grundschule besuchte Alfred Driscoll das Williams College und studierte anschließend bis 1928 an der Harvard University Jura. Nach seiner Zulassung als Rechtsanwalt begann er in seinem neuen Beruf zu arbeiten. Politisch wurde er Mitglied der Republikanischen Partei. Zwischen 1938 und 1941 war er Mitglied des Senats von New Jersey. Dort vertrat er das Camden County. Im Jahr 1941 wurde er Beauftragter des Staates New Jersey zur Kontrolle des Umgangs mit alkoholischen Getränken. Am 5. November 1946 wurde er zum neuen Gouverneur seines Staates gewählt.

## Gouverneur von New Jersey
Alfred Driscoll trat sein neues Amt am 21. Januar 1947 an. In seiner Amtszeit wurde die Staatsverfassung von New Jersey geändert. Die Amtszeit des Gouverneurs wurde von drei auf vier Jahre verlängert. Außerdem durfte ein Gouverneur jetzt auch nach Ablauf seiner Amtszeit wiedergewählt werden. Davon profitierte auch Driscoll, der nach seiner ersten noch dreijährigen Amtszeit direkt in eine weitere vierjährige Amtszeit gewählt wurde. Damit konnte er das Amt des Gouverneurs zwischen Januar 1947 und Januar 1954 ausüben. In dieser Zeit wurde die Infrastruktur des Staates deutlich verbessert. Durch neue Brücken und Autobahnen wurde der Staat besser erschlossen und aus dem einstmals ländlichen New Jersey wurde einer der am dichtesten besiedelten Bundesstaaten. Damals wurden auch einige Regierungsbehörden neu gegliedert. Ein Gesetz sollte dafür sorgen, dass für gleiche Arbeit auch der gleiche Lohn bezahlt wurde. Driscoll setzte sich auch für den Ausbau der staatlichen Parks und gegen das Verbrechen ein.

## Weiterer Lebenslauf
Nach dem Ende seiner zweiten und letzten Amtszeit am 19. Januar 1954 war Driscoll von 1954 bis 1955 stellvertretender Vorsitzender der vom Präsidenten eingesetzten „Commission on Intergovernmental Relations“, die sich mit den Beziehungen der Regierungsbehörden untereinander befasste. Zwischen 1963 und 1967 war er Präsident der National Municipal League, einer Art Städtetag in den Vereinigten Staaten. Driscoll war auch Leiter der Autobahnverwaltung und der Steuerkommission von New Jersey. Alfred Driscoll verstarb am 9. März 1975. Mit seiner Frau Antoinette Wate Tatum hatte er drei Kinder.